# ستيف ريتشموند
ستيف ريتشموند (بالإنجليزية: Steve Richmond)‏ هو لاعب هوكي الجليد أمريكي، ولد في 11 ديسمبر 1959 في شيكاغو في الولايات المتحدة.

## وصلات خارجية
- ستيف ريتشموند على موقع دوري الهوكي الوطني (الإنجليزية)
- ستيف ريتشموند على موقع EliteProspects.com (الإنجليزية)
- ستيف ريتشموند على موقع HockeyDB.com (الإنجليزية)
- ستيف ريتشموند على موقع Hockey-Reference.com (الإنجليزية)